# 1167
سنة 1167 كانت سنة بسيطة تبدأ يوم الأحد (الرابط يظهر نموذج التقويم الكامل للسنة) من التقويم اليولياني.

## مواليد
- جون ملك إنجلترا

## وفيات
- ابن عزرا
- كارل سفيركرسون ملك السويد
- ماتيلدا ملكة إنجلترا
- ماجيستر ساليرناس